# Maison de commerce « Siou fils et Cie »
La Maison de commerce « Siou fils & Cie » est une entreprise de confiserie russe qui a existé de 1855 à 1918 à Moscou.

## Histoire

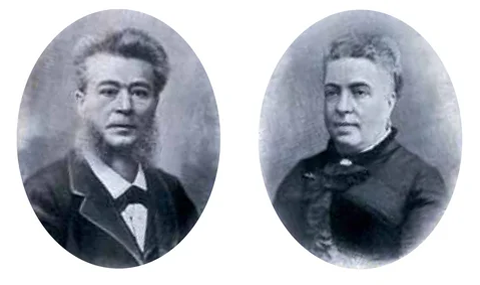
Adolphe et Eugénie Siou.

En 1853, un entrepreneur français de 25 ans, Adolphe Sioux se rend dans l'Empire russe et trouve un emploi dans une petite entreprise de parfumerie. Après un certain temps, il décide de créer sa propre entreprise. Le 24 novembre 1855, il ouvre, avec sa femme Eugénie, une confiserie avec un petit atelier à Moscou sur la rue Tverskaïa. C'est la naissance de l'une des plus grandes maisons de commerce de Russie.
Des confiseries sont produites dans les caves de la maison, et un magasin est ouvert à l'étage. Se souvenant de son premier métier, Adolf ouvre en 1861 un département parfumerie de la Maison de commerce portant son nom, « A. Siou et Cie ». Ses trois fils, Louis, Charles et Adolphe le jeune, font leurs études dans des universités de France, d'Allemagne et de Russie, et servent dans l'armée française. Ils rentrent en Russie dans les années 1870 et commencent à travailler dans l'usine de leur père. En 1881, les fils renomment la maison de commerce « Siou fils & Cie ». Le 1er octobre 1884, une usine équipée des dernières technologies de l'époque est construite pour l'entreprise florissante selon le projet de l'architecte Oscar Didio.

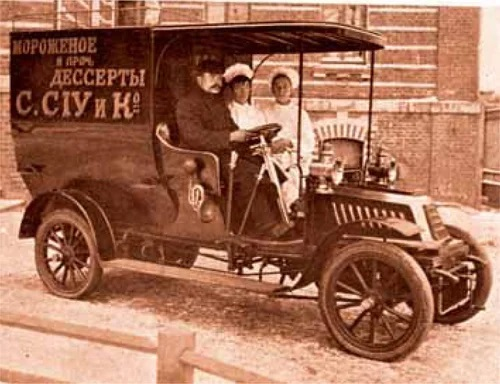
Voiture de livraison de Siou & Cie.

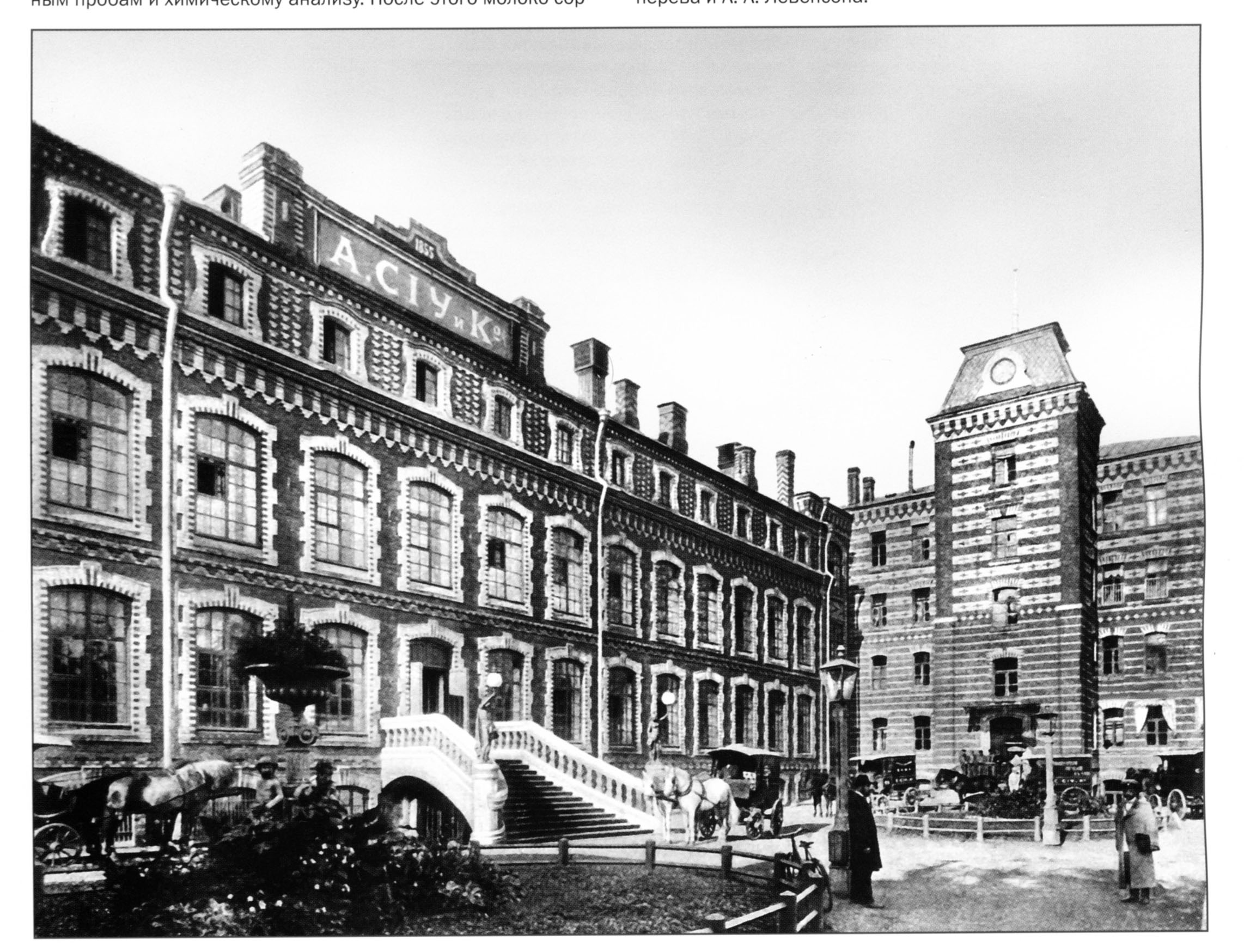
Département de parfumerie.

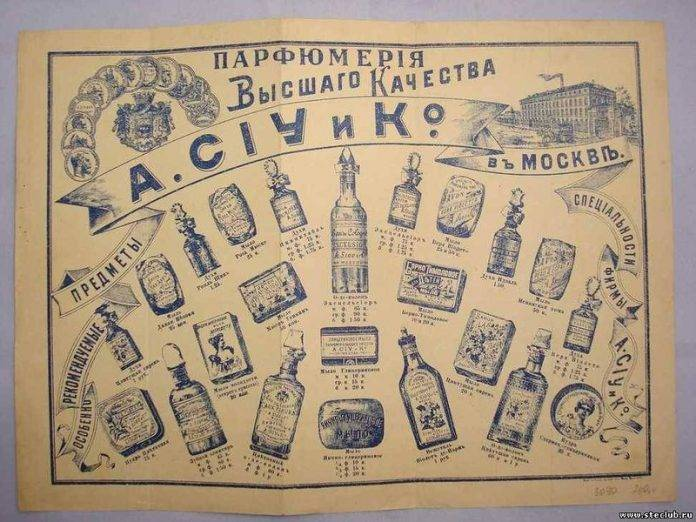
Production de "A. Siou & Cie."

Peu à peu, la production augmente, les frères commencent à acquérir des parcelles voisines, l'une d'elles était avec un grand étang, où, selon le projet du même architecte, un nouveau bâtiment d'usine a été construit sur pilotis, en 1896 - un bâtiment résidentiel pour les employés avec une boutique, et en 1902 - une confiserie. Au début du XXe siècle, la maison de commerce Siou Fils et Cie fabriquait une gamme de produits fort diversifiée, l'usine comptait 20 ateliers : chocolat, cacao, café, caramel, monpensier, fruit, confiture, marmelade, guimauve, confiserie, nougat, sapho, dragée, pastilles à la menthe, biscuit, gaufre, pain d'épice, gâteau, bonbons, crème glacée. Les magasins de Siou Fils & Cie sont présents dans les endroits les plus fréquentés de la capitale : Arbat, Tverskaïa, Ilinka, Kouznetski Most, Miasnitskaïa ; et après Moscou, ils sont apparus à Saint-Pétersbourg, Kiev et Varsovie. L'entreprise avait son propre parc de transports, y compris des voitures, fourgonnettes et des voitures automotrices nouvellement apparues.
En 1913, en reconnaissance de la haute qualité des produits, la Maison de Commerce Siou Fils & Cie reçoit le titre de Fournisseur de la Cour de Sa Majesté Impériale. Pendant la Première Guerre mondiale, la confiserie a continué à fonctionner, mais avec un assortiment plus restreint, comprenant des biscuits, des bonbons bon marché et de la confiture. Les fabricants ont également donné des sommes importantes pour aider l'armée impériale russe. Après la révolution d'Octobre, l'usine est nationalisée par un décret spécial signé par V. I. Lénine le 4 décembre 1918. En mars 1919, l'entreprise familiale Siou est devenue la fabrique no 3, en 1920, elle reçoit le nouveau nom de "Bolchévique", sous lequel elle a existé jusqu'en 2012.